# Actio libera in causa
Actio libera in causa (lat.), česky „jednání svobodné ve své příčině“, je forma zavinění v trestním právu, kdy se pachatel požitím alkoholického nápoje nebo jiné návykové látky uvede do stavu nepříčetnosti a v něm spáchá trestný čin. Na rozdíl od tzv. rauschdeliktu ale zakládá jeho plnou trestní odpovědnost. Její česká právní úprava je obsažena v § 360 odst. 2 trestního zákoníku, dříve byla obsažena v § 201a odst. 2 trestního zákona.
Rozlišují se dvě formy:
- actio libera in causa dolosa – pachatel se do stavu nepříčetnosti uvede úmyslně, se záměrem spáchat trestný čin (tzv. „napití se na kuráž“). V takovém případě se k jeho nepříčetnosti nepřihlíží, je plně trestně odpovědný.
- actio libera in causa culposa – pachatel spáchá trestný čin z nedbalosti, která spočívá v tom, že se přivedl do stavu nepříčetnosti. Zde jde o případ, kdy spáchá nedbalostní trestný čin, jehož skutková podstata je na tomto typu nepříčetnosti založena (např. ohrožení pod vlivem návykové látky).

## Určení skutkové podstaty actio libera in causa
Při spáchání trestného činu, kdy je v krvi pachatele objevena přítomnost alkoholu, či jiné návykové látky, která ho přivede do stavu nepříčetnosti, se nejprve zkoumá, zda se pachatel uvedl do stavu nepříčetnosti úmyslně s vědomím páchat trestnou činnost, či nikoli. V případě prokázání, že se pachatel uvedl do stavu nepříčetnosti s úmyslem spáchat trestný čin, a to jak v případě actio libera in causa dolosa, tak i v případě actio libera in causa culposa, je pachatel plně zodpovědný za všechny trestné činy, neboli tzv. kvazidelikty, které v tomto stavu způsobil. V případě, že se úmysl pachatele přivést se do stavu nepříčetnosti za účelem páchání trestné činnosti neprokáže (úmyslné i z nedbalosti), je pachatel souzen na základě § 360 odst. 1 tr. zákoníku (trestný čin Opilství), kde může být pachatel potrestán odnětím svobody na tři léta až deset let; dopustí-li se však činu jinak trestného, na který zákon stanoví trest mírnější, bude potrestán tímto trestem mírnějším.
V případě, že řidič po požití alkoholického nápoje, či jiné návykové látky, usedne za volant, může být jeho chování klasifikováno jako vědomé uvedení se do stavu nepříčetnosti podle § 360 odst. 2 trestního zákoníku, neboť tím samotným skutkem (řízení pod vlivem alkoholu) páchá vědomě trestnou činnost. V případě tedy, že řidič v tomto stavu například přejede chodce, bude následně stíhán za ublížení na zdraví z nedbalosti podle zásady actio libera in causa culposa a bude za tento čin plně odpovědný.